# Ingrid Caven
Ingrid Caven (Saarbrücken, 3 agosto 1938) è un'attrice e cantante tedesca nota in Italia soprattutto per essere stata sposata tra il 1970 e il 1972 con Rainer Werner Fassbinder.

## Biografia
Debutta in teatro negli anni sessanta, quando aderisce al movimento Antithater]. Qui conosce personaggi come Hannes Gromball, Ulli Lommel, William Powell e Katrin Schaake che affinano il suo temperamento artistico.
Debutta nel cinema nel 1969 nel cortometraggio Fernes Giamaica di Peter Moland, a cui segue, nello stesso anno, il suo primo lungometraggio L'amore è più freddo della morte, che segna il suo incontro artistico e umano con Rainer Werner Fassbinder, che sposerà nel 1970.
La sua carriera raggiunge l'apice negli anni settanta, grazie anche alla collaborazione con il regista tedesco da cui si separa nel 1972. Con lui gira, tra gli altri, nel 1970 Il soldato americano, Il diritto del più forte nel 1973, nel 1975 Il viaggio in cielo di mamma Kusters, Despair nel 1978 e soprattutto, nello stesso anno, Un anno con tredici lune in cui il ruolo della prostituta Zora rappresenta, forse, la sua interpretazione di maggiore rilievo.
Nel 1977 collabora con Daniel Schmid in Violanta con Maria Schneider, Lucia Bosè, Lou Castel e Gérard Depardieu.
Nel 1978 ha intrapreso anche la carriera di cantante. Nel 1979 è stata membro della giuria al 29º Festival di Berlino.

## Filmografia parziale

### Cinema
- L'amore è più freddo della morte (Liebe ist kälter als der Tod ), regia di Rainer Werner Fassbinder (1969)
- Perché il signor R. è colto da follia improvvisa? (Warum läuft Herr R. Amok), regia di Michael Fengler e Rainer Werner Fassbinder (1970)
- Il soldato americano (Der amerikanische Soldat ), regia di Rainer Werner Fassbinder (1970)
- Il mercante delle quattro stagioni (Händler der vier Jahreszeiten ), regia di Rainer Werner Fassbinder (1971)
- Ludwig - Requiem per un re vergine (Ludwig – Requiem für einen jungfräulichen König ), regia di Hans-Jürgen Syberberg (1972)
- Questa notte o mai (Heute nacht oder nie ), regia di Daniel Schmid (1972)
- La tenerezza del lupo (Die Zärtlichkeit der Wölfe ), regia di Ulli Lommel (1973)
- La Paloma , regia di Daniel Schmid (1974)
- Il diritto del più forte (Faustrecht der Freiheit ), regia di Rainer Werner Fassbinder (1975)
- Il viaggio in cielo di mamma Kusters (Mutter Küsters' Fahrt zum Himmel ), regia di Rainer Werner Fassbinder (1975)
- L'ombra degli angeli (Schatten der Engel ), regia di Daniel Schmid (1976)
- Goldflocken, regia di Werner Schroeter (1976)
- Nessuna festa per la morte del cane di Satana (Satansbraten), regia di Rainer Werner Fassbinder (1976)
- Violanta , regia di Daniel Schmid (1977)
- Un anno con tredici lune (In einem Jahr mit 13 Monden ), regia di Rainer Werner Fassbinder (1978)
- Looping, regia di Walter Bockmayer e Rolf Bührmann (1981)
- Tag der Idioten, regia di Werner Schroeter (1981)
- Hors saison, regia di Daniel Schmid (1992)
- Stille Nacht, regia di Dani Levy (1996)
- Il tempo ritrovato (Le temps retrouvé, d'après l'oeuvre de Marcel Proust), regia di Raúl Ruiz (1999)
- Deepfrozen, regia di Andy Bausch (2006)
- 35 rhums, regia di Claire Denis (2008)
- Suspiria , regia di Luca Guadagnino (2018)

### Televisione
- Il caffè (Das Kaffeehaus), regia di Rainer Werner Fassbinder (1970)
- Martha, regia di Rainer Werner Fassbinder (1974)